# تصوير مقطعي عالي الدقة
التصوير المقطعي عالي الدقة هو نوع من أنواع التصوير المقطعي، حيث يمتلك خواص محددة والتي تقوم على تحسين دقة الصورة. يستخدم هذا النوع في تشخيص العديد من الأمراض أو المشاكل الصحية المختلفة، أشهر أنواع التشخيصات التي يقوم بها الجهاز هي تلك الخاصة بأمراض الرئة، وذلك عن طريق تقييم نسيج الرئة الاسفنجي.

## التقنية
تُنفذ تقنية التصوير المقطعي عالي الدقة عن طريق التصوير المقطعي المحوسب التقليدي والمألوف، إضافة إلى ذلك يتم اختيار محددات التصوير بحيث تتناسب مع زيادة الدقة المكانية: تستخدم شريحة أو قطعة ذات عرض ضيق أو صغير عادة يكون ما بين القيم التالية (1-2mm)، تستعمل أيضا خوارزمية إعادة تكوين الصورة بدقة مكانية عالية، لتصغير حجم كل بكسل (pixel) يتم تقليل مجال الرؤية،  ولعوامل أخرى بغرض المسح مثل النقطة البؤرية (focal spot) حيث من الممكن تحسينها بالنسبة للدقة وحساب سرعة المسح.
اعتمادا على التشخيص المتوقع قد يتم تنفيذ المسح في الاتجاهين الشهيق والزفير، يستطيع المريض أن يستلقي على بطنه ووجهه موجه إلى الأرض أو على ظهره ووجهه موجه للأعلى.
التصوير المقطعي عالي الدقة (HRCT) يهدف إلى تقييم أمراض الرئة بشكل عام، حيث يقوم التقييم على أخذ عشرة مقاطع بتباعد يقدر ب (10-40mm). النتيجة عبارة عن بعض الصور التي تعتبر تمثيلا عاما للرئة ولكن فعليا هذه الصور الناتجة تغطي فقط عُشر الرئة.
كما ذكرنا سابقا التصوير المقطعي عالي الدقة لا يغطي سوى جزءا ضئيلا من الصورة الكاملة للرئة، لذلك لا يعد استخدامه مناسبا لتقييم سرطان الرئة أو أي مرض رئوي موضعي، بالإضافة إلى ذلك يمتلك التصوير المقطعي عالي الدقة درجات عالية من الضوضاء وذلك بسبب الخوارزمية عالية الدقة للمقاطع الرفيعة أو الرقيقة، مما يجعلها غير قابلة للتشخيص للأنسجة اللينة للمنصف).
آلية نقل مادة التباين عبر الوريد لا تستخدم في التصوير المقطعي عالي الدقة  وذلك لأن الرئة تمتلك قدرة عالية من التباين، إضافة أن هذه التقنية لا تعتبر تقنية مناسبة لتقييم الأنسجة اللينة والأوعية الدموية التي تعتبر هدفا أساسيا في التقنية الخاصة بنقل مادة التباين داخل الجسم.

## تأثير تقنية التصوير المقطعي الحديثة
تم تطوير تقنية التصوير المقطعي عالي الدقة بوجود مواسح ضوئية بطيئة السرعة، لذلك لم يتم الاستفادة من تكنولوجيا الكاشف المتعدد (multi-detector).
المحددات المتعلقة بمدة المسح ودقة المحور (z-axis) مترابطة بشكل واضح. لتغطية مساحة الصدر كاملة وبوقت معقول عن طريق التصوير المقطعي يجب استخدام مقاطع سميكة ومتجاورة مثل سُمك (10 mm) وذلك لضمان التغطية الكاملة.
يتم عمل مقاطع نحيلة أو رقيقة متجاورة حيث تحتاج إلى فترة مسح طويلة نسبيا. لذلك يقوم التصوير المقطعي عالي الدقة على التشخيص أو المسح باستخدام مقاطع ذات تباعد كبير. بسبب اختلاف المحددات بشكل ملحوظ بين التصوير المقطعي التقليدي والتصوير المقطعي عالي الدقة قد يعملان كلاهما بالتتابع في حال احتاج المريض التقنيتان.
بسبب الترابط بين التقنيتين التقليدية وعالية الدقة تم عمل تصوير مقطعي ذو كاشف متعدد (MDCT) حيث يستطيع حل مشكلة الترابط، ومن مميزاته الأخرى قدرته على إنتاج صور عالية الدقة وحفظها بسرعة كبيرة. بالتالي وبسبب هذه الميزة يتم بناء الصورة واعادتها من البيانات المحفوظة للمقاطع التي تجمع لتشكل (volumetric raw data)، لذلك يسهل إعادة بناء صور مثل التصوير المقطعي عالي الدقة أثناء الشهيق من البيانات التي أُخذت من التصوير المقطعي التقليدي لمنطقة الصدر.
قد يستطيع الماسح عمل مقاطع (1mm) متجاورة للتصوير المقطعي عالي الدقة، وتلك تعتبر ميزة حيث تزود هذه التقنية بمعلومات تشخيصية أكبر بالإضافة إلى ذلك تعطيها القدرة على فحص وتغطية الرئة كاملة، وتبين فائدة استخدام تقنية (multi-planar reconstruction). لكن من المساوئ الخطرة عند استخدام المقاطع المتباعدة من التصوير المقطعي عالي الدقة هي تعرض منطقة الصدر كاملة للإشعاع بدلا من 10% من المنطقة.